# Лосьно
Лосьно (пол. Łośno, нім. Lotzen) — село в Польщі, у гміні Клодава Ґожовського повіту Любуського воєводства.
Населення — 457 осіб (2011).
У 1975-1998 роках село належало до Гожовського воєводства.

## Демографія
Демографічна структура станом на 31 березня 2011 року:
|          | Загалом | Допрацездатний вік | Працездатний вік | Постпрацездатний вік |
| -------- | ------- | ------------------ | ---------------- | -------------------- |
| Чоловіки | 243     | 57                 | 173              | 13                   |
| Жінки    | 214     | 42                 | 136              | 36                   |
| Разом    | 457     | 99                 | 309              | 49                   |